# أوروبا (مترو باريس)
أوروبا (بالفرنسية: Europe)‏ هي محطة مترو تابعة لمترو باريس تقع في فرنسا في الدائرة الثامنة في باريس.[بحاجة لمصدر]